# Carolina Mendes
Carolina Mendes (Estremoz, Portugal; 27 de noviembre de 1987) es una futbolista portuguesa. Juega como delantera en el Sporting Clube de Braga de Portugal.

## Clubes
| Club                      | País     | Año         |
| ------------------------- | -------- | ----------- |
| Ponte Frielas             | Portugal | 2007 - 2009 |
| SU 1º de Dezembro         | Portugal | 2009 - 2011 |
| Unió Esportiva L'Estartit | España   | 2011 - 2012 |
| Llanos de Olivenza        | España   | 2012 - 2013 |
| Riviera di Romagna        | Italia   | 2013 - 2014 |
| WFC Rossiyanka            | Rusia    | 2014 - 2016 |
| Djurgardens IF            | Suecia   | 2016        |
| Grindavík                 | Islandia | 2017        |
| Atalanta Mozzanica        | Italia   | 2017 - 2018 |
| Sporting de Lisboa        | Portugal | 2018 - 2021 |
| SC Braga                  | Portugal | 2021        |

## Títulos

### Campeonatos nacionales
| Título           | Club              | País     | Temporada |
| ---------------- | ----------------- | -------- | --------- |
| Liga de Portugal | SU 1º de Dezembro | Portugal | 2010      |
| Liga de Portugal | SU 1º de Dezembro | Portugal | 2011      |
| Copa de Portugal | SU 1º de Dezembro | Portugal | 2010      |
| Copa de Portugal | SU 1º de Dezembro | Portugal | 2011      |
| Liga Rusa        | WFC Rossiyanka    | Rusia    | 2016      |